# وارن بارگیل
وارن بارگیل (فرانسوی: Warren Barguil‎؛ زادهٔ ۲۸ اکتبر ۱۹۹۱) دوچرخه‌سوار اهل فرانسه است.
از باشگاه‌هایی که در آن رکاب زده‌است می‌توان به تیم دوچرخه‌سواری فورتونئو–اسکارو، تیم دوچرخه‌سواری فورتونئو–اسکارو، تیم سانوب، و تیم دوچرخه‌سواری فورتونئو–اسکارو اشاره کرد.